# ساعة المدرسة المستنصرية

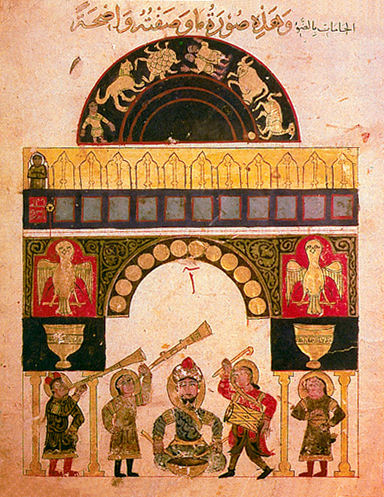
ساعة الجزري الفلكية العملاقة

المستنصرية، مدرسة عريقة أسست في زمن العباسيين في بغداد عام 1233 م، على يد الخليفة المستنصر بالله.كانت مركزا علميا وثقافيا هاما. تقع في جهة الرصافة من بغداد.
شيدت المدرسة المستنصرية على مساحة 4836 متراً مربعاً تطل على شاطئ دجلة بجانب "قصر الخلافة" بالقرب من "
المدرسة النظامية" تتوسطها نافورة كبيرة فيها ساعة عجيبة غريبة، وتعد شاهداً على تقدم العلم عند العرب في تلك الحقبة من الزمن تعلن اوقات الصلاة على مدار اليوم.حيث بلغ من عناية العرب بالساعات انها تعددت كثيرا، وقد ذكر أنواعها الجاحظ، والخوارزمي في مفاتيح العلوم كآلة النوبة، وصندوق الساعات، والمكحلة، واللوح، والكأس والطاووس، الرخامة، والسياف والقرد.

## ساعة المدرسة المستنصرية العجيبة
إن أنواع الساعات كثيرة ومتنوعة ولكن من أعجب هذه الساعات: ساعة المستنصرية العجيبة، وقد جاء ذكرها في خلاصة الذهب المسبوك ،وورد أيضا في آثار البلاد وأخبار العباد. وكذلك في العسجد المسبوك. وهي غير موجودة الآن.
وملخص أمرها أنه في ثامن جمادي الآخرة من سنة (633 ه‍) تكامل بناء الإيوان الذي انشئ قبالة المدرسة المستنصرية. وركب في صدره صندوق الساعات على وضع عجيب تعرف به أوقات الصلوات، وانقضاء الساعات الزمانية نهاراً وليلاً، والصندوق عبارة عن دائرة فيها صورة الفلك. وجعل فيها طاقات لطاف لها أبواب لطيفة. وفي طرفي الدائرة بازان من ذهب في طاستين من ذهب، وورائهما بندقتان من شبه لا يدركه الناظر، فعند مضي كل ساعة ينفتح فـمـا البازين وتقع منهما البندقتان، وكلما سقطت بندقة انفتح باب من أبواب تلك الطاقات. والباب مذهب فيصير حينئذ مفضضاً، وحينئذ تمضي ساعة زمانية. وإذا وقعت البندقتان في الطاستين فأنهما تذهبان إلى مواضعهما من نفسيهما أي بصورة((تلقائية)).ثم تطلع شموس من ذهب في سماء لازوردية في ذلك الفلك مع طلوع الشمس الحقيقية.وتدور مع دورانها، وتغيب مع غيوبتها. فاذا غابت الشمس وجاء الليل فهناك أقمار طالعة من ضوء خلفها، كلما تكاملت ساعة تكامل ذلك الضوء في دائرة القمر. ثم تبتديء في الدائرة الأخرى إلى انقضاء الليل وطلوع الشمس فيعلم بذلك اوقات الصلوات.ولعل في ذكر السماء والشمس والقمر والكواكب والبروج في ساعة المستنصرية مايدل على علاقة ذلك كله بالحركة الفلكية من رصد النجوم والكواكب وبيان حركة الشمس، وحركة القمر، واوجهه المختلفة.
وذكرها الشعراء في أشعارهم ومنهم أبو الفرج بن الجوزي في ابيات مدح بها الخليفة حيث قال:
وقد نقل التقي الفاسي المكي في ترجمة أحمد بن علي بن تغلب ابن أبي الضياء البعلي الأصل، البغدادي المولد والمنشأ المعروف بابن الساعاتي، ان أباه هو الذي عمل الساعات المشهورة على باب المستنصرية ببغداد لانه كان مشتهراً بعلم الهيئة والنجوم وعمل الساعات.